# Mateo Hrvatin
Mateo Hrvatin (Rijeka, 15. kolovoza 1980.) hrvatski rukometaš. Igra na poziciji lijevog krila. Igračku je karijeru počeo u riječkom Zametu. Karijeru je nastavio u rukometnom klubu Zagreb. Iako je odigrao samo 1 minutu na pripremnim utakmicama Hrvatske rukometne reprezentacije, svojim zalaganjem na treninzima dobio je poziv da bude član hrvatske reprezentacije na Svjetskom prvenstvu u 2009. U svom prvom službenom nastupu na Svjetskom prvenstvu zabio je 3 gola i tako s predstavio hrvatskoj publici u dobrome svjetlu. 
2010. vraća se u Zamet gdje igra još 3 godine te odlazi u Crikvenicu. Početkom 2015. obanaša dužnost sportskog direktora RK Crikvenice paralenlno uz igranje u klubu. 
Hrvatin se vraća u Zamet početkom sezone 2015./16.

## Priznanja

### Klupska
RK Zamet
- Hrvatski rukometni kup (doprvaci)(2) : 2001., 2012.

RK Zagreb
- Prva HRL(1) : 2009./10.
- Hrvatski rukometni kup(1) : 2010.

### Reprezentativna
Hrvatska
- Hrvatska 2009. - srebro

## Vanjske poveznice
- Profil  Arhivirana inačica izvorne stranice od 30. siječnja 2009. (Wayback Machine) na RK-Zamet.hr